# Marcus Grüsser
Marcus Grüsser (ur. 31 lipca 1966 w Berchtesgaden) – niemiecki aktor teatralny, filmowy i telewizyjny. W wieku 19 lat po raz pierwszy odbył trening kaskaderski w PAS (Professional Action Stunt Bavaria), gdzie również trenował przez półtora roku. Następnie przez trzy i pół roku odbył szkolenie aktorskie w Zinner Studio w Monachium i sześć miesięcy w Lee Strasberg Institute w Los Angeles.

## Wybrana filmografia

### Filmy
- 1994: Die goldene Gans (TV) jako John Bush, siostrzeniec
- 1996: Dein tödliches Lächeln (TV) jako prokurator okręgowy
- 1999: Der Unbestechliche (TV) jako Werner Frisch
- 2000: Das Zimmer jako Christoph
- 2014: Inga Lindström: Jezioro Siljan (Inga Lindström: Der Traum vom Siljansee, TV) jako Magnus Olofsson
- 2020: Zimmer mit Stall - Die Waschbären sind los (TV) jako Müller

### Seriale TV
- 1991-1994: Derrick jako Holger Keller
- 1993–1997: Wildbach jako Bernd Ferstl
- 1995: Marienhof
- 2002: Klinikum Berlin Mitte - Leben in Bereitschaft jako lekarz wojskowy z tytułem majora Robert Heart
- 2003: Medicopter 117 jako Peter von Stahl
- 2003: Kobra – oddział specjalny jako Harald Reuter
- 2008–2009: Hallo Robbie! jako dr Florian Hellberg
- 2010: Rosamunde Pilcher: Flügel der Liebe jako Jake Silver